# Bộ Cấn (艮)
Bộ Cấn, bộ thứ 138 có nghĩa là "quẻ Cấn" là 1 trong 29 bộ có 6 nét trong số 214 bộ thủ Khang Hy.
Trong Từ điển Khang Hy chỉ có 5 chữ (trong số hơn 40.000) được tìm thấy chứa bộ này.

## Tự hình Bộ Cấn (艮)

Kim văn
Đại triện
Tiểu triện

## Chữ thuộc Bộ Cấn (艮)
| Số nét bổ sung | Chữ       |
| -------------- | --------- |
| 0              | 艮/cấn/   |
| 1              | 良/lương/ |
| 2              | 艰/gian/  |
| 11             | 艱/gian/  |